# Scoliacma flavifrons
Scoliacma flavifrons är en fjärilsart som beskrevs av Rothschild 1916. Scoliacma flavifrons ingår i släktet Scoliacma och familjen björnspinnare. Inga underarter finns listade.